# Index.dat
En el sistema operativo Windows, index.dat es un archivo de datos usado por el explorador Internet Explorer. Es usado para mejorar el rendimiento.[cita requerida]

## Función
El archivo index.dat es un archivo de datos. Es un repositorio de información como URL, búsquedas y archivos abiertos recientemente. Su propósito es el de permitir rápido acceso a los datos usados por Internet Explorer. Por ejemplo, cada dirección de Internet visitada es archivada en este archivo, permitiendo a Internet Explorer autocompletar rápidamente mientras el usuario tipea la dirección web. El archivo index.dat es específico del usuario y es abierto mientras el usuario está registrado. Existen archivos separados para historial de Internet Explorer, caché y cookies.
El archivo index.dat nunca es removido o redimensionado. Un archivo index.dat demasiado grande puede perjudicar el rendimiento.
Nota: La extensión .dat es generalmente usada para archivos de datos (archivos que no son legibles por humanos). Es posible encontrar archivos 'index.dat' que no son usados por Internet Explorer.

## Controversia
El grupo Internet privacy defiende la idea de que el uso de index.dat en los sistemas operativos Windows son una invasión de la privacidad.[cita requerida] La información contenida en estos puede ser considerada privada para el usuario. Una de las quejas sostenidas es que el archivo no puede ser eliminado con facilidad. Esto es porque Windows previene archivos bloqueados de ser eliminados.
Se ha sugerido que los medios provistos por el sistema operativo Windows para remover información del archivo index.dat dan un falso sentido de seguridad.[cita requerida] Aunque la caché de Internet puede ser borrada, su uso no puede ser deshabilitado. También, remover entradas individuales del archivo index.dat (por ejemplo, usando Windows Explorer) solo previene que esas entradas sean usadas.
Mientras que algunos[¿quién?] claman que el sistema operativo Windows oculta deliberadamente los archivos index.dat, otros[¿quién?] apuntan sobre el hecho de que Windows Explorer ofrece una vista detallada del contenido de los archivos cuando se explora el contenido de las carpetas, incluso permitiendo la remoción de entradas específicas.
Algunos programas gratuitos pueden remover completamente el archivos index.dat hasta que es recreado por Windows. Estos programas no eliminan el archivo index.dat en la carpeta de archivos temporales de Internet que contiene una copia de las cookies que se encuentran en la carpeta de cookies.